# Рімавиця
Рімавиця (словац. Rimavica) — річка в Словаччині, права притока Рімави, протікає в окрузі Рімавска Собота.
Довжина — 31 км.
Бере початок в масиві Вепорські гори на висоті 1020 метрів біля села Лом-над-Рімавіцоу. Протікає населеними пунктами Кокава-над-Рімавіцоу, Утекач, Легота-над-Рімавіцоу. Серед приток — Заломка.
Впадає у Рімаву біля села Рімавска Баня.